# Nisa (Caria)
Nisa (en griego antiguo: Νῦσα) es una antigua ciudad griega de la región antigua de Caria en la península de Anatolia. Se encuentra en el valle del río Menderes (el Meandro de la Antigüedad), en el distrito de Sultanhisar en la provincia de Aydın de Turquía.

## Historia
Según Estrabón, anteriormente Nisa fue llamada Atimbra (en griego: Ἄθυμβρα), por su fundación por el espartiata Atimbo y sus hermanos Hidrelo y Atímbrado, que a su vez fundaron también ciudades con su nombre. Nisa se fundó por el sinecismo de estas otras, debido a su escaso número de habitantes. Estrabón tenía que conocer bien la historia de la ciudad por haber sido alumno del geógrafo Aristodemo de Nisa.
La ciudad rendía culto a Dioniso que era, en esencia, el «dios niseo». Según la mitología griega habría sido criado por las ninfas en Nisea.
Se le atribuye la refundación al seléucida Antíoco I Sóter en el siglo III a. C. con el nombre de Nisa, una de sus esposas. En el siglo I fue un importante centro cultural donde estudió el propio Estrabón, y aún lo era en el siglo II. En el siglo V tuvo una sede episcopal.

## Descripción
Estrabón la describe con cierto detalle. Sus datos han sido corroborados por las excavaciones arqueológicas. La ciudad estaba dividida en dos partes por una especie de torrentera que pasaba a través de un barranco en un punto del cual había un puente que unía las dos ciudades.  En La parte occidental del margen derecho estaba el anfiteatro, que constaba de un túnel en el que el río se canalizó. El túnel, de 115 m de largo, está bien preservado y fue el segundo más largo de su tipo en la Antigüedad.
En dos elevaciones del terreno que hay junto al teatro, se hallaban al pie de una el gimnasio de los jóvenes y al pie de la otra el gimnasio de los adultos y el ágora. Uno de los dos gimnasios, construido en una terraza fue restaurado durante la época bizantina. El teatro tenía una cavea con 35 filas de gradas de mármol y podía albergar 12.000 espectadores. Se conservan los relieves mitológicos del podio de la escena.
Hay pocos restos de los 100 metros del puente que cruzaba el río y que fue uno de los más largos de su tipo. Los restos conservados de las construcciones pertenecen al periodo helenístico, al Imperio romano (especialmente del siglo II) y al Imperio bizantino: los restos de un edificio romano interpretado como una biblioteca, con nichos en las paredes, y edificaciones como termas romanas y una basílica bizantina.
Hacia al sur de Nisa se extendía una llanura.